# Timo Pärssinen
Timo Pärssinen, född 19 januari 1977 i Lojo, är en finländsk före detta ishockeyspelare. Han spelade bland annat sex säsonger i Timrå IK (2006–2012). Pärssinen beskrevs som en hårt arbetande forward, som gärna var framför mål och tryckte in pucken. Mot slutet av karriären hade han hunnit ådra sig fem diskbråck.
Han är far till Juuso Pärssinen.